# TFSI
TFSI (Turbo fuel Stratified injection) je zkratka, která se používá k označení zážehových motorů, které jsou přeplňované turbodmychadlem (T) a využívají technologii přímého vstřikování paliva (FSI). Obě technologie společně zvyšují točivý moment a výkon. Motory jsou také o 15 % ekonomičtější a jejich výfukové plyny mají méně emisí.